# Cratere Berenger
Berenger è un cratere sulla superficie di Giapeto.